# Палатово
Пала́тово (болг. Палатово) — село в Кюстендильській області Болгарії. Входить до складу общини Дупниця.

## Населення
За даними перепису населення 2011 року у селі проживали 142 особи, усі — болгари.
Розподіл населення за віком у 2011 році:
Динаміка населення: